# III. Konstantin skót király
Constantine, Culen fia (középkori gael nyelven: Causantín mac Cuiléin; mai gael nyelven: Còiseam mac Chailein), (971 előtt – 997) az újabb uralkodói listákon III. Konstantin, Skócia királya volt,  995 és 997 között uralkodott. Apja Culen király   (Cuilén mac Iduilb).
Konstantin II. Kenneth király (Cináed mac Maíl Coluim) halálát követően került a trónra. Kennethről úgy tudjuk, hogy Finnguala, Cuncar angusi elöljáró lánya ölte meg. Többen Konstantint is kapcsolatba hozzák a gyilkossággal. John of Fordun, valószínűleg összekeveri a „Kopasz”-ként ismert II. Eógan Strathclyde-i királlyal, ugyanis Konstantinra hivatkozik „Kopasz”-ként. Konstantin az Alba királyainak krónikája szerint tizennyolc hónapig ült a trónon.
Az Annals of Tigernach azt jegyzi fel, hogy egy skótok közötti csatában esett el 997-ben. A Krónika szerint az eset egy Rathinveramond nevű településnél történt, az Almond és a Tay folyók találkozásánál, Perth közelében. A település egyfajta királyi központnak tűnik, közel Scone-hoz és  Forteviothoz, ahol állítólag I. Donald király is meghalt 862-ben. A forrás a gyilkost Cináed mac Maíl Coluim-ként („Kenneth, Malcolm fia”) nevesíti, ez azonban vélhetően elírás, a helyes változat vagy  Kenneth, Dub fia (Cináed mac Duib), aki Konstantin halálát követően III. Kenneth lett, vagy talán Malcolm, II. Kenneth fia (Máel Coluim mac Cináeda).
Konstantin leszármazottait nem ismerjük, ő volt az utolsó király Áedh (Áed mac Cináeda) családfájából.

## Fordítás
- Ez a szócikk részben vagy egészben  a   Constantine III of Scotland című angol Wikipédia-szócikk ezen változatának fordításán alapul.  Az eredeti cikk szerkesztőit annak laptörténete sorolja fel. Ez a jelzés csupán a megfogalmazás eredetét és a szerzői jogokat jelzi, nem szolgál a cikkben szereplő információk forrásmegjelöléseként.

| Előző uralkodó: II. Kenneth | Skócia uralkodója 995–997 | Következő uralkodó: III. Kenneth |